# Johannes Stehle
Johannes Stehle (20 luglio 1981) è un ex sciatore alpino tedesco.

## Biografia
È figlio dello sciatore alpino Peter, fratello dello sciatore alpino Dominik e marito della sciatrice nordica Evi Sachenbacher-Stehle, a loro volta atleti di alto livello. Originario di Obermaiselstein e attivo in gare FIS dal dicembre del 1996, Stehle esordì in Coppa Europa il 12 febbraio 2000 a Ofterschwang in slalom speciale, senza completare la prova, e in Coppa del Mondo il 22 febbraio 2003 a Garmisch-Partenkirchen in discesa libera (37º). Ai Mondiali di Åre 2007, sua unica presenza iridata, si classificò 27º nella discesa libera e 39º nel supergigante; il 15 dicembre dello stesso anno colse il miglior piazzamento in Coppa del Mondo, in Val Gardena in discesa libera (17º). Prese per l'ultima volta il via in Coppa del Mondo il 2 marzo 2008 a Kvitfjell in supergigante, senza completare la prova, e si ritirò al termine di quella stessa stagione 2007-2008; la sua ultima gara fu il supergigante dei Campionati tedeschi 2008, disputato a Sarentino il 29 marzo e chiuso da Stehle al 9º posto.

## Palmarès

### Coppa del Mondo
- Miglior piazzamento in classifica generale: 113º nel 2007

### Coppa Europa
- Miglior piazzamento in classifica generale: 38º nel 2006

### Campionati tedeschi
- 7 medaglie:
  - 4 argenti (slalom gigante nel 2003; discesa libera nel 2006; discesa libera, supergigante nel 2007)
  - 3 bronzi (supergigante, slalom gigante nel 2006; discesa libera nel 2008)